# La Victoria (Córdoba)
La Victoria is een gemeente in de Spaanse provincie Córdoba in de regio Andalusië met een oppervlakte van 18 km². In 2007 telde La Victoria 1981 inwoners.

## Demografische ontwikkeling
Bron: INE, 1857-2011: volkstellingen
Opm.: Tot 1857 behoorde La Victoria tot de gemeente Santaella